# Besdorf
Besdorf è un comune tedesco del circondario di Steinburg, nella regione dello Schleswig-Holstein. Ha circa 250 abitanti.